# Skylab
Skylab (nebeská laboratoř) byla americká orbitální kosmická stanice, která kroužila 6 let kolem Země. V letech 1973–1974 na ní pracovaly tři trojčlenné posádky, vesměs občané USA. Délkou pobytu (28, 59 a 84 dní) vytvořili kosmonautické světové rekordy, překonané po čtyřech letech (1978) posádkou sovětského Sojuzu 26.

## Záměr
Původně měl na úspěšný program Apollo navazovat rozsáhlý program Apollo Applications. Rozpočet NASA však byl vládou a kongresem USA seškrtán a projekt předčasně zrušen. Bylo rozhodnuto o redukci plánů, postavit a provozovat orbitální stanici Země.
Původně se počítalo s tím, že Skylab bude vynesen na oběžnou dráhu raketou Saturn 1B. Vzhledem k její omezené nosnosti se tedy plánovalo, že stanice bude vynesena na oběžnou dráhu v neobyvatelném stavu a že bude dokončena teprve tam. Po zastavení programu Apollo však NASA měla k dispozici nosič Saturn V o podstatně vyšší nosnosti. Projekt byl proto pozměněn a orbitální stanice byla vynesena na oběžnou dráhu v obyvatelném stavu.

## Údaje o stanici

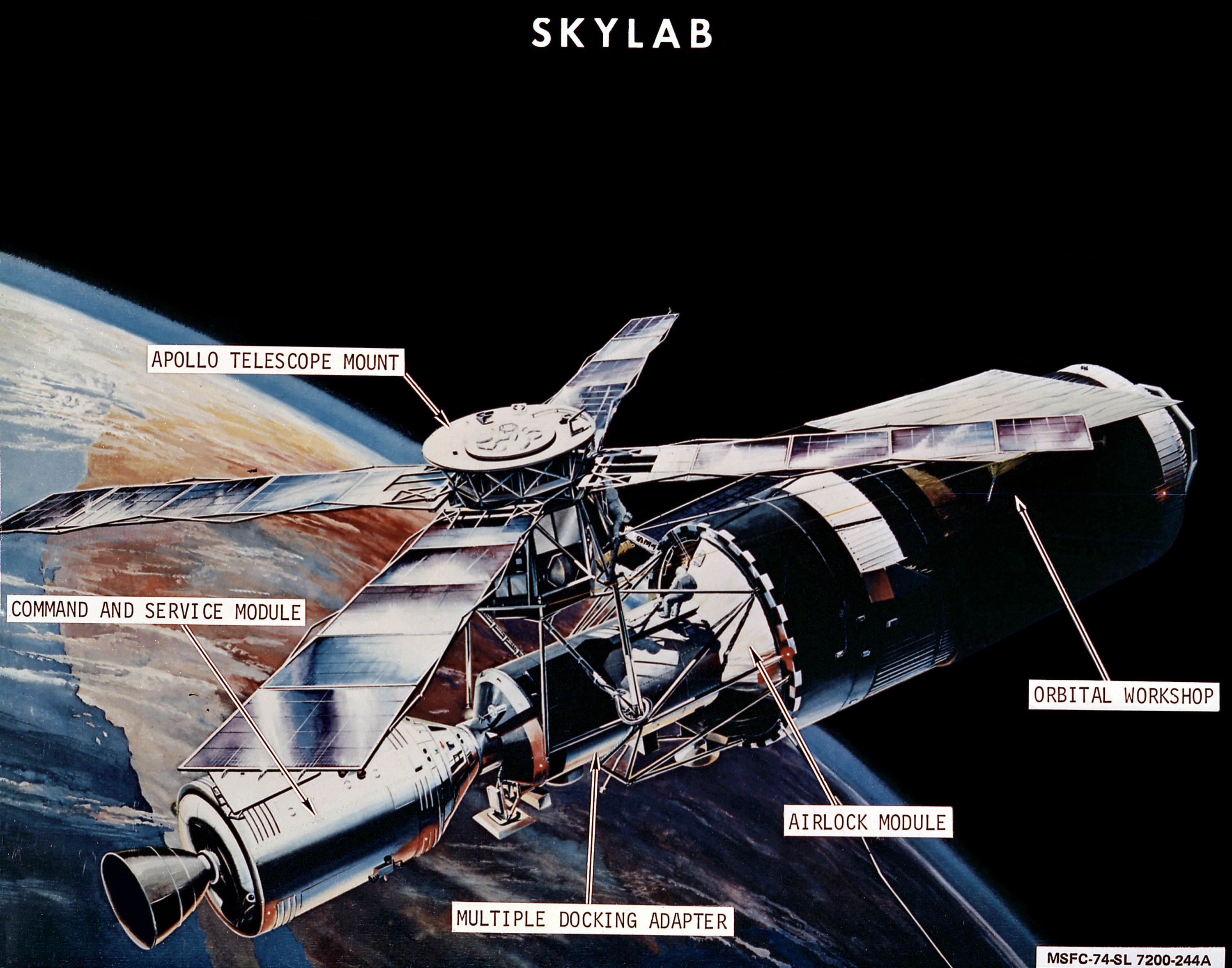
Nákres Skylabu s anglickým popisem

Jako základ stanice byl využit upravený modul S-IVB, který byl normálně montován buď jako 2. stupeň nosiče Saturn 1B nebo jako 3. stupeň nosiče Saturn 5. Hmotnost stanice byla 77 088 kg, průměr až 6,7 metru, délka i s připojenou dopravní lodí 36,1 metru. Byla tedy několikanásobně větší než předchozí sovětské stanice Saljut. Ve spodním patře byla vědecká laboratoř a dvě obytné místnosti, z toho ložnice byla členěna na tři kóje. Dále zde byla toaleta. V horním patře byly skladovací prostory. Mimo těchto prostor byly na stanici další prostory s nádržemi, spojovací adaptér pro obslužné lodě s kosmonauty, na výklopné konstrukci sluneční dalekohled. Zásobování energií obstarávaly sluneční panely.

## Plnění programu
Vynesení stanice Skylab na oběžnou dráhu je označováno jako let Skylab 1. Odstartoval 14. května 1973 z Mysu Canaveral dvoustupňovou modifikací nosiče Saturn 5. Na první pohled vlastně na startovní rampě stála normální trojstupňová raketa známá z letů programu Apollo, která však tentokrát nenesla servisní a velitelský modul a v jejím třetím stupni byla místo motorů a nádrží s palivem vestavěna orbitální kosmická stanice.
Po vynesení se na stanici projevila řada závad, takže byly pochybnosti, zda bude stanice obyvatelná. Například se plně neotevřely sluneční panely, nadměrně stoupala vnitřní teplota.
Program prvního letu ke stanici proto zahrnoval z velké části opravy vzniklých závad, bránících provozu stanice.
K orbitální stanici pak byly vyslány tři pilotované lety
- Skylab 2: 25. května – 22. června 1973, posádka Charles Conrad Jr, Paul Weitz a Joseph P. Kerwin
- Skylab 3: 28. července – 25. září 1973, posádka Alan L. Bean, Jack R. Lousma, Owen K. Garriott
- Skylab 4: 16. listopadu 1973 – 8. února 1974, posádka Gerald P. Carr, William Pogue, Edward G. Gibson

Pro všechny tyto tři pilotované lety byl použit nosič Saturn 1B, který na oběžnou dráhu vynesl kosmickou loď, tvořenou velitelským a servisním modulem používaným v programu Apollo. Ta se na oběžné dráze spojila s orbitální stanicí Skylab.

## Zánik
Kosmická stanice Skylab částečně shořela v atmosféře. Navedena byla do oblasti Tichého oceánu. Části stanice ale v atmosféře nezanikly a dopadly na zemský povrch. 11. července 1979 v 16:37:00 UTC dopadly trosky poblíž australského města Perthu na západě Austrálie. Městská rada následně poslala americké agentuře NASA pokutu za znečišťování veřejného prostranství, načež do města telefonoval osobně americký prezident Jimmy Carter, který se za dopad tělesa jménem USA omluvil.